# Raja Permaisuri Agong

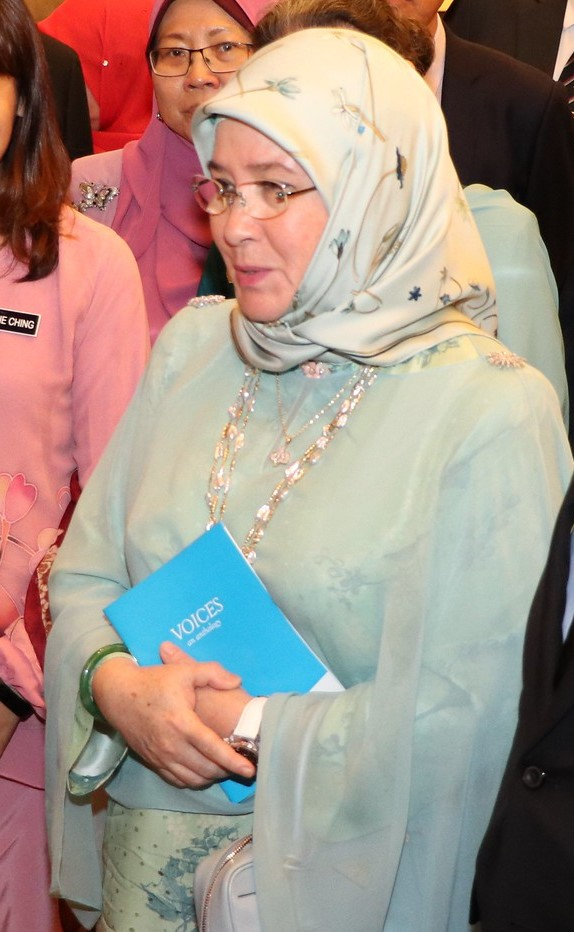
Königin Azizah Aminah Maimunah Iskandariah

Die Raja Permaisuri Agong (voller Titel: Seri Paduka Baginda Raja Permaisuri Agong) ist der Titel der Königin von Malaysia und Gemahlin des Yang di-Pertuan Agongs, des Wahlkönigs von Malaysia.
Witwen der Könige erhalten nach dem malaysischen Bundesgesetz eine Sonderrente.

## Liste der Raja Permaisuri Agongs seit 1957
| Nr. | Name                                                      | Bundesstaat     | Amtszeit                                | Geburtsdatum      | Sterbedatum       |
| --- | --------------------------------------------------------- | --------------- | --------------------------------------- | ----------------- | ----------------- |
| 1   | Tunku Kurshiah binti Almarhum Tunku Besar Burhanuddin     | Negeri Sembilan | 31. August 1957 – 1. April 1960         | 16. Mai 1911      | 2. Februar 1999   |
| 2   | Raja Jemaah binti Almarhum Raja Ahmad                     | Selangor        | 14. April 1960 – 1. September 1960      | 16. 1911          | 8. April 1973     |
| 3   | Tengku Budriah binti Tengku Ismail                        | Perlis          | 21. September 1960 – 20. September 1965 | 18. März 1924     | 28. November 2008 |
| 4   | Tengku Intan Zaharah binti Tengku Omar                    | Terengganu      | 21. September 1965 – 20. September 1970 | 13. April 1928    | 24. Januar 2015   |
| 5   | Tunku Bahiyah binti Almarhum Tuanku Abdul Rahman          | Kedah           | 21. September 1970 – 20. September 1975 | 24. August 1930   | 26. August 2003   |
| 6   | Tengku Zainab II binti Tengku Muhammad Petra              | Kelantan        | 21. September 1975 – 29. März 1979      | 7. August 1917    | 10. Januar 1993   |
| 7   | Tengku Hajjah Afzan binti Tengku Panglima Perang Muhammad | Pahang          | 29. März 1979 – 25. April 1984          | 4. Dezember 1933  | 29. Juni 1988     |
| 8   | Tengku Zanariah binti Tengku Panglima Raja Ahmad          | Johor           | 26. April 1984 – 25. April 1989         | 5. Juli 1940      |                   |
| 9   | Tuanku Bainun binti Mohamad Ali                           | Perak           | 26. April 1989 – 25. April 1994         | 1932              |                   |
| 10  | Tunku Najihah binti Almarhum Tunku Besar Burhanuddin      | Negeri Sembilan | 26. April 1994 – 25. April 1999         | 1. September 1923 | 8. September 2023 |
| 11  | Tuanku Siti Aishah                                        | Selangor        | 26. April 1999 – 21. November 2001      | 18. November 1971 |                   |
| 12  | Tengku Fauziah binti Almarhum Tengku Abdul Rashid         | Perlis          | 13. Dezember 2001 – 12. Dezember 2006   | 6. Juni 1946      |                   |
| 13  | Sultanah Nur Zahirah                                      | Terengganu      | 13. Dezember 2006 – 12. Dezember 2011   | 7. Dezember 1973  |                   |
| 14  | Sultanah Haminah                                          | Kedah           | 13. Dezember 2011 – 12. Dezember 2016   | 15. Juli 1953     |                   |

Der derzeitige Yang di-Pertuan Agong Abdullah Shah ist mit Tunku Azizah Aminah Maimunah verheiratet, die am 29. Januar 2019 zur Raja Permaisuri Agong proklamiert wurde. Sein Vorgänger Muhammad V. hatte sich von seiner Frau scheiden lassen, sodass es von 2016 bis 2019 keine Raja Permaisuri Agong gab.

## Weblink
- Liste der Raja Permaisuri Agong, Stand 2011